# Proto-ferro-suenoite
La proto-ferro-suenoite (simbolo IMA: Pfsue) è un raro minerale del supergruppo dell'anfibolo, all'interno del quale viene collocato nel "gruppo degli anfiboli con W(OH,F,Cl)-dominante" e da lì al sottogruppo degli anfiboli di magnesio-ferro-manganese dove occupa un posto nel "gruppo contenente la radice suenoite nel nome"; essendo un anfibolo, appartiene agli inosilicati e pertanto alla famiglia minerale dei "silicati", e possiede composizione chimica ☐Mn2+2Fe2+5Si8O22(OH)2.
La proto-ferro-suenoite possiede il catione ferro ferroso Fe2+ dominante in posizione C.
Il minerale presenta caratteristiche chimiche e ottiche simili alla grunerite e alla ferro-antofillite, ma si distingue per le caratteristiche cristallografiche.

## Etimologia e storia
La proto-ferro-suenoite era precedentemente chiamata protomangano-ferro-antofillite; in seguito alla riorganizzazione della nomenclatura degli anfiboli, fu scelto il nome in onore di Shigeho Sueno (1937- 2001), professore di mineralogia all'Università di Tsukuba e membro della Mineralogical Society of America;il prefisso proto è stato scelto perché il minerale appartiene al gruppo spaziale Pnmn e il prefisso ferro per il contenuto di Fe2+.

## Classificazione
La classica nona edizione della sistematica dei minerali di Strunz, aggiornata dall'Associazione Mineralogica Internazionale (IMA) fino al 2009, elenca la proto-ferro-suenoite con il nome protomangano-ferro-antofillite che viene collocata nella classe "9. Silicati (germanati)" e da lì nella sottoclasse "9.D Inosilicati"; questa viene ulteriormente suddivisa in base alla struttura cristallina del minerale, in modo tale che la proto-ferro-suenoite possa essere trovata nella sezione "9.DE Inosilicati con catene doppie di periodo 2, Si4O11; clinoanfiboli" dove forma il sistema nº 9.DE.05.
Nell'edizione successiva, proseguita dal database "mindat.org", la classificazione resta in parte invariata: la proto-ferro-suenoite resta nella classe dei "silicati" e nella sottoclasse degli "inosilicati", ma viene smistata nella sezione "9.DD Inosilicati con catene doppie di periodo 2, Si4O11; ortoanfiboli" in seguito alla scoperta che il minerale è un orto-anfibolo e non un clino-anfibolo; qui forma il sistema nº 9.DD.05.
Nella Sistematica dei lapis (Lapis-Systematik) di Stefan Weiß la proto-ferro-suenoite si trova nella classe dei "silicati" e nella sottoclasse degli "inosilicati"; qui si trova nella sezione riservata ai minerali con struttura "[Si4O11] a due bande 6-; anfiboli ortorombici" dove forma il sistema nº VIII/F.12.
Anche la classificazione dei minerali secondo Dana, usata principalmente nel mondo anglosassone, elenca la proto-ferro-suenoite nella famiglia dei "silicati", qui è nella classe degli "inosilicati: catene doppie non ramificate, W=2" e nella sottoclasse degli "inosilicati: catene doppie non ramificate, configurazione anfibolo W=2" dove forma il sistema nº 66.01.02.

## Abito cristallino
La proto-ferro-suenoite cristallizza nel sistema ortorombico nel gruppo spaziale Pnmn con i parametri reticolari a = 9,425(2) Å, b = 18,303(4) Å e c = 5,345(1) Å, oltre ad avere 2 unità di formula per cella unitaria.

## Origine e giacitura
La proto-ferro-suenoite è stata trovata in un blocco di fayalite nella pegmatite associata a laihunite, magnetite e quarzo, ma anche in un blocco di minerali di manganese associata a piroxmangite, rodonite, spessartina e rodocrosite.
Il minerale è molto raro ed è stato trovato solo nella sua località tipo, la miniera "Nippyo" nei pressi dell'allora città di Awano, in seguito unita alla città di Kanuma (nella prefettura di Tochigi) e presso Kawamata nella prefettura di Fukushima (entrambe in Giappone). Ritrovamenti anche nella miniera di "Abu Ghalaga" nel governatorato del Mar Rosso (Egitto).

## Forma in cui si presenta in natura
La proto-ferro-suenoite è stata scoperta sotto forma di cristalli fibrosi giallo brunastri lunghi qualche millimetro, a volte in aggregati a forma di covone di grano. Il minerale è trasparente con lucentezza vitrea; il colore va dal bianco al giallo-brunastro, mentre quello dello striscio è da bianco a bianco-grigiastro.